# Video Management Software
Pour les articles homonymes, voir VMS.
 (octobre 2016).
Un logiciel de Video Management System (VMS) est un système de gestion de contenu vidéo.

## Utilité
Un logiciel de VMS permet aux entreprises de centraliser, de gérer et de publier des contenus vidéo.